# Coupe de l'America 2007
La Coupe de l'America 2007 est la 32e édition de la Coupe de l'America. Cette série de régates sera réservée pour la dernière fois aux voiliers de jauge internationale Class America. Elle se déroule lors des mois de juin et juillet 2007 entre deux bateaux ou syndicats : le tenant du titre, ou « defender », et un « challenger », ce dernier étant issu de la Coupe Louis-Vuitton.

## Lieu de la compétition
Le site de la compétition est traditionnellement situé dans le pays du « defender ». De par la nationalité suisse du team Alinghi et parce que le règlement interdit de concourir sur un plan d'eau douce, la décision a été prise de faire un appel à candidatures, ouvert aux  villes européennes.
Une première liste de huit villes a été définie : Barcelone, Palma de Majorque et Valence en Espagne, Naples, Porto Cervo et l'ile d'Elbe en Italie, Lisbonne au Portugal et Marseille en France. La liste a été ensuite réduite à quatre finaliste potentiels : Valence, Naples, Lisbonne et Marseille.
C'est le 26 novembre 2003 que le site définitif a été dévoilé. Valence a finalement été choisi aux dépens des autres villes candidates.

## Déroulement
Les actes de la Coupe Louis-Vuitton eurent d'abord lieu de 2004 à 2007 en divers endroits d'Europe. Puis a lieu la Coupe Louis-Vuitton d'avril à juin 2007 à Valence et enfin le match de la Coupe de l'America au mois de juin 2007, toujours sur le site de Valence, qui oppose le meilleur challenger au détenteur de la Coupe, le syndicat suisse Alinghi.

## Participants

### Defender
| Syndicat          | Pays   |
| Alinghi (SUI-100) | Suisse |

### Challengers
| Syndicat                           | Pays             |
| BMW Oracle Racing                  | États-Unis       |
| Team Shosholoza                    | Afrique du Sud   |
| Emirates Team New Zealand          | Nouvelle-Zélande |
| Luna Rossa Challenge               | Italie           |
| Areva Challenge                    | France           |
| Victory Challenge                  | Suède            |
| Desafío Español 2007               | Espagne          |
| Mascalzone Latino - Capitalia Team | Italie           |
| United Internet Team Germany       | Allemagne        |
| China Team                         | Chine            |
| +39 Challenge                      | Italie           |

## Compétition

### Actes de la Coupe Louis-Vuitton
| Nom     | Dates                               | Lieu      |
| Acte 1  | du 4 septembre au 11 septembre 2004 | Marseille |
| Acte 2  | du 4 octobre au 12 octobre 2004     | Valence   |
| Acte 3  | du 14 octobre au 17 octobre 2004    | Valence   |
| Acte 4  | du 15 juin au 21 juin 2005          | Valence   |
| Acte 5  | du 24 juin au 26 juin 2005          | Valence   |
| Acte 6  | du 25 août au 1er septembre 2005    | Malmö     |
| Acte 7  | du 2 septembre au 4 septembre 2005  | Malmö     |
| Acte 8  | du 29 septembre au 5 octobre 2005   | Trapani   |
| Acte 9  | du 7 octobre au 9 octobre 2005      | Trapani   |
| Acte 10 | du 4 mai au 16 mai 2006             | Valence   |
| Acte 11 | du 11 mai au 21 mai 2006            | Valence   |
| Acte 12 | du 15 juin au 26 juin 2006          | Valence   |
| Acte 13 | du 3 avril au 7 avril 2007          | Valence   |

Pour des raisons de superstition, il n'y a pas d'acte 13.
À l'issue de ces treize actes, le classement des challengers s'établit ainsi :
| Rang | Syndicat                           | Points     |
| 1er  | Emirates Team New Zealand          | 158 points |
| 2e   | BMW Oracle Racing                  | 147 points |
| 3e   | Luna Rossa Challenge               | 145 points |
| 4e   | Desafío Español 2007               | 106 points |
| 5e   | Mascalzone Latino - Capitalia Team | 103 points |
| 6e   | Victory Challenge                  | 83 points  |
| 7e   | Team Shosholoza                    | 73 points  |
| 8e   | Areva Challenge                    | 72 points  |
| 9e   | +39 Challenge                      | 66 points  |
| 10e  | United Internet Team Germany       | 42 points  |
| 11e  | China Team                         | 18 points  |

### Coupe Louis-Vuitton
| Nom                 | Dates             | Lieu    |
| Coupe Louis-Vuitton | avril à juin 2007 | Valence |

La Coupe Louis-Vuitton se déroule tout d'abord sous la forme de deux round-robin où chacun des syndicats rencontrent l'ensemble des autres concurrents. Les quatre premiers à l'issue du deuxième round-robin disputent les demi-finales. Le premier a le privilège de choisir son adversaire pour celles-ci.
À l'issue du deuxième round-robin, le classement est le suivant :
| Rang | Syndicat                           | Points    |
| 1er  | Emirates Team New Zealand          | 38 points |
| 2e   | BMW Oracle Racing                  | 37 points |
| 3e   | Luna Rossa Challenge               | 35 points |
| 4e   | Desafío Español 2007               | 29 points |
| 5e   | Victory Challenge                  | 26 points |
| 6e   | Mascalzone Latino - Capitalia Team | 22 points |
| 7e   | Team Shosholoza                    | 20 points |
| 8e   | Areva Challenge                    | 17 points |
| 9e   | +39 Challenge                      | 12 points |
| 10e  | United Internet Team Germany       | 5 points  |
| 11e  | China Team                         | 2 points  |

Les demi-finales se déroulent en cinq régates gagnantes, elles opposent :
Emirates Team New Zealand - Desafío Español 2007
BMW Oracle Racing - Luna Rossa Challenge

### Coupe de l'America
| Nom                            | Dates     | Lieu    |
| Match de la Coupe de l'America | juin 2007 | Valence |